# Dorival Ferreira
Dorival Ferreira (Osasco, 5 de novembro de 1931 – Osasco, 3 de abril de 1970), mais conhecido como foi um operário da construção civil que militava na ALN (Ação Libertadora Nacional) no período da Ditadura Militar e por isso passou a ser perseguido pelo regime autoritário vigente na época. Teria sido morto aos 38 anos a tiros de metralhadora durante perseguição em sua residência.

## Biografia
Fillho de Domingos Antônio Ferreira e Albina Biscuola Ferreira, Dorival Ferreira nasceu em Osasco (São Paulo) no dia 5 de novembro de 1931. Casado e pai de seis filhos, o operário era filiado ao Sindicato dos Trabalhadores nas Indústrias da Construção Civil de Osasco e Região. O líder operário se candidatou à presidência do sindicato em 1965. Membro ativo da oposição sindical, também era militante da ALN (Ação Libertadora Nacional), em que utilizava o codinome Moraes. Teria sido morto em abril de 1970 após troca de tiros com agentes de segurança que invadiram sua casa, mas a família, e alguns órgãos como o IML contestam esta versão, dita oficial pelo Regime Militar.

## Morte
Na noite do dia 2 de abril de 1970, agentes de segurança invadiram sua residência, em Osasco atirando quando um dos disparos atingiu Dorival, que mesmo ferido no quadril tentou fugir pelos fundos da casa. Segundo a versão oficial, o militante morreu durante troca de tiros com os policiais e documentos dos órgãos de segurança afirmavam que Dorival pertencia ao setor de apoio da ALN, mas também era responsável pela fabricação de explosivos.
Pelo relato dos familiares, Dorival foi procurado em sua casa, por volta das 20 horas do dia 2 de abril de 1970. Quando foi atender o chamado no portão, percebeu que eram policiais. Ao virar de costas para voltar para casa, tomou um tiro que o atingiu na altura dos quadris. Dorival foi até a companheira, Esterlita, e à filha Ângela, pedindo que avisasse para a avó (que morava ali perto). Quando o pai de Dorival, seu Domingos, chegou à residência, encontrou-a repleta de policiais. Antes de serem levados presos ao DOPS/SP, Esterlita e Domingos foram interrogados sob ameaças.
A relatora do processo envolvendo a morte de Ferreira na CEMDP (Comissão Especial sobre Mortos e Desaparecidos Políticos) fez a análise referente aos fundamentos do pedido: "foi preso em sua própria casa, em Osasco - SP, em 02/04/1970, depois de receber um tiro nas costas, na altura dos quadris, logo que atendeu a um chamado, no portão de sua casa”.
A versão oficial foi contrariada pelo IML, DOPS e perícia técnica, e as informações passaram a se contradizer. Domingos Antônio Ferreira, pai de Dorival, prestou depoimento no dia 2 de junho de 1970 ao delegado Edsel Magnotti no DEOPS (Departamento de Ordem Política e Social) dizendo que "ao chegar na casa do filho só encontrou policiais que lhe disseram que Dorival tinha sido preso, sem informar para onde fora levado". Também veio do DOPS uma ficha de Dorival, com data de 30/04/1970, informando que ele morreu em 03/04/1970, isto é, no dia seguinte à sua prisão.
Jornais da época também foram anexados ao processo do CEMDP. As publicações Notícias Populares e Última Hora informaram que depois do tiroteio Dorival foi detido, e que foi solicitado reforço policial, principalmente, para as imediações da Delegacia de Polícia de Osasco”. Além disso, na cópia do laudo necroscópico, assinado por Otavio D’Andrea e Antônio Valentini, está escrito nas duas últimas linhas: “retiramos um projétil de calibre maior que os anteriores e localizado na articulação coxo femural esquerda”.
O relatório da Polícia Técnica identifica em seis fotos de Dorival, anexadas ao processo, onze ferimentos que indicariam tiros (perfuro-contusos), número muito superior ao tiro nas costas que teria recebido ao ser preso, contrariando a versão oficial. A relatora concluiu que as notícias oficiais e as reproduzidas nos jornais confirmavam os relatos da família de que Dorival estava vivo ao ser levado para a prisão.
.

## Homenagens
No ano de 2008 a Greve de Osasco completou 40 anos e recebeu homenagens durante uma semana no evento "1968: Memórias de uma História de Luta”, promovida pelo Sindicato e pela Prefeitura de Osasco. Na ocasião, debates, depoimentos de participantes da greve e de pesquisadores, aliados a um documentário e homenagens aos trabalhadores de Osasco que foram mortos pela Ditadura Militar, José Campos Barreto, João Domingues e Dorival Ferreira, relembraram a greve.
Os militantes foram homenageados com a inauguração de um monumento ao lado da estação da CPTM(Companhia Paulista de Trens Metropolitanos) de Osasco. A homenagem foi feita pela parceria entre Prefeitura, Sindicato e Secretaria Especial dos Direitos Humanos.
José Campos Barreto, João Domingues e Dorival Ferreira receberam esse tributo devido à importância que tiveram na militância política de esquerda. Ambos tiveram papel relevante na greve e na luta armada contra a Ditadura Militar e por isso foram perseguidos pelo regime ditatorial. “Não foram terroristas, bandidos, foram lutadores pela liberdade, pela democracia”, declarou o ministro Paulo Vannuchi, que recebeu familiares dos homenageados em um encontro na Prefeitura de Osasco.

## Indenização
No dia 16 de junho de 1997, um decreto assinado em Brasília concedeu indenização para as famílias de 60 desaparecidos ou mortos por motivos políticos no período de 1961 a 1979.
Entre as famílias amparadas, a de Dorival Ferreira e a de Vladimir Herzog estão na lista das indenizadas.